# روسه
روسه هي خامس أكبر مدينة في بلغاريا، وتقع في الشمال الشرقي للدولة على الضفة الشرقية لنهر الدانوب مقابل مدينة جورجيو في رومانيا.

## المناخ
يظهر الجدول التالي التغييرات المناخية على مدار السنة لروسه:
| البيانات المناخية لـروسه          | البيانات المناخية لـروسه | البيانات المناخية لـروسه | البيانات المناخية لـروسه | البيانات المناخية لـروسه | البيانات المناخية لـروسه | البيانات المناخية لـروسه | البيانات المناخية لـروسه | البيانات المناخية لـروسه | البيانات المناخية لـروسه | البيانات المناخية لـروسه | البيانات المناخية لـروسه | البيانات المناخية لـروسه | البيانات المناخية لـروسه |
| الشهر                             | يناير                    | فبراير                   | مارس                     | أبريل                    | مايو                     | يونيو                    | يوليو                    | أغسطس                    | سبتمبر                   | أكتوبر                   | نوفمبر                   | ديسمبر                   | المعدل السنوي            |
| --------------------------------- | ------------------------ | ------------------------ | ------------------------ | ------------------------ | ------------------------ | ------------------------ | ------------------------ | ------------------------ | ------------------------ | ------------------------ | ------------------------ | ------------------------ | ------------------------ |
| متوسط درجة الحرارة الكبرى °م (°ف) | 4.2 (39.6)               | 6.2 (43.2)               | 13.7 (56.7)              | 19.6 (67.3)              | 26.3 (79.3)              | 29.8 (85.6)              | 31.8 (89.2)              | 31.5 (88.7)              | 26.9 (80.4)              | 20.2 (68.4)              | 12.8 (55.0)              | 5.6 (42.1)               | 19.1 (66.4)              |
| المتوسط اليومي °م (°ف)            | 0.6 (33.1)               | 2.4 (36.3)               | 8.5 (47.3)               | 14.2 (57.6)              | 20.0 (68.0)              | 23.4 (74.1)              | 25.7 (78.3)              | 25.2 (77.4)              | 20.6 (69.1)              | 14.6 (58.3)              | 8.3 (46.9)               | 2.2 (36.0)               | 13.8 (56.8)              |
| متوسط درجة الحرارة الصغرى °م (°ف) | −3.1 (26.4)              | −1.6 (29.1)              | 3.3 (37.9)               | 8.7 (47.7)               | 13.6 (56.5)              | 17.1 (62.8)              | 19.5 (67.1)              | 18.8 (65.8)              | 14.3 (57.7)              | 9.0 (48.2)               | 3.8 (38.8)               | −1.3 (29.7)              | 8.5 (47.3)               |
| الهطول مم (إنش)                   | 47.6 (1.87)              | 33.2 (1.31)              | 41.5 (1.63)              | 51.5 (2.03)              | 66.7 (2.63)              | 67.4 (2.65)              | 77.3 (3.04)              | 61.1 (2.41)              | 31.8 (1.25)              | 33.7 (1.33)              | 59.5 (2.34)              | 46.9 (1.85)              | 618.2 (24.34)            |
| ساعات سطوع الشمس الشهرية          | 80.6                     | 117.6                    | 173.6                    | 207.0                    | 285.2                    | 306.0                    | 328.6                    | 306.9                    | 207.0                    | 173.6                    | 105.0                    | 71.3                     | 2٬362٫4                  |
| المصدر: Stringmeteo.com           |                          |                          |                          |                          |                          |                          |                          |                          |                          |                          |                          |                          |                          |

## توأمة
لروسه اتفاقيات توأمة مع كل من:
- بيريستيري
- فولغوغراد
- جورجيو
- براتيسلافا
- أستراخان (1998 - )
- Újbuda [الإنجليزية]‏ منذ (2010 - )
- تروغير
- سيمفروبول (2008 - )[9]

## أعلام
- غلوريا
- فخري باشا
- مايكل آرلن
- نيكولا يوردانوف
- إلياس كانيتي
- فيسيلين توبالوف
- فيكتوريا مارينوفا